# Grants boomhop
Grants boomhop (Phoeniculus granti) is een vogel uit de familie boomhoppen (Phoeniculidae). De vogel werd in 1903 als ondersoort van de damarakakelaar (P. damarensis granti).
beschreven. Deze vogel is genoemd naar de Britse ornitholoog Claude Henry Baxter Grant (1878-1958).

## Verspreiding en leefgebied
Deze soort komt voor in Kenia.